# ISA af Lygnern
Die ISA af Lygnern ist ein Elektromotorschiff, das auf dem schwedischen Lygnern für den Touristenverkehr eingesetzt wird.

## Technische Angaben
Das Schiff ist mit 30 Bruttoregistertonnen vermessen und besitzt zwei Asynchronmotoren mit je 20 kW Leistung bei einer Batteriespannung von 72 Volt. Die dafür notwendigen Batterien wiegen drei Tonnen. Damit kann das Schiff bei einer Geschwindigkeit von fünf Knoten zehn Stunden betrieben werden. Die Schiffstaufe fand am 6. Juni 2011 wegen eines technischen Defektes des Trailers, mit dem das Schiff zu Wasser gelassen werden sollte, an Land statt, die erste Fahrt wurde am 16. Oktober 2011 durchgeführt.
Die Rundfahrten beginnen und enden in Sätila Sand und führen am Ramhultafallet, dem mit 64 Metern höchsten Wasserfall Südschwedens, vorbei. Bisher gibt es nur eine Anlegestelle in Sätila. Durch die Wiederaufnahme des Schiffsverkehrs auf dem Lygnern sollen in Fjärås wie an weiteren früheren Anlegestellen die Bootsstege wieder errichtet werden.
Das Schiff wird von der ISA af Lygnern Ekonomisk förening betrieben. Zahlreiche Spenden ermöglichten den Bau des Schiffes.

## Historie
Zwischen 1889 und 1924 gab es ein Dampfschiff namens ISA, das auf dem Lygnern von Sätila nach Fjaras verkehrte. Dies war der schnellste Weg, um vom Sätila nach Göteborg zu kommen.
Das neue Schiff ist so lang wie das historische Boot, jedoch einen Meter breiter.